# Historia de Guadalupe
La historia de Guadalupe a la vez región de ultramar y departamento de ultramar n.º 971 de Francia se caracterizó, al igual que la historia de muchas colonias caribeñas por una inmigración masiva y forzosa, sobre todo a partir de la década de 1670, de esclavos negros procedentes de África, antepasados de la inmensa mayoría de la población actual.
Este pequeño archipiélago de las Antillas, situado a unos 600 km al norte de la costa de América del Sur, a 600 km al este de la República Dominicana y a 950 km al sudeste de los Estados Unidos ha sido conquistado en varias ocasiones por los ingleses y sufrió los tumultos de la Revolución francesa durante más tiempo que su vecina Martinica.

## Los nativos de Guadalupe
Según los datos arqueológicos, los primeros indicios de ocupación humana de Guadalupe se remontan al siglo IV a. C.
Los indígenas Arawak desarrollaron una agricultura primitiva, y posteriormente fueron reemplazados por los Caribes, de cultura más belicosa. Estos últimos llamaron a la isla de Guadalupe Karukera (o Caluquera), un término que significa La isla en las hermosas aguas. Las tribus Caribes eran las únicas ocupantes de la isla cuando llegaron los primeros navegantes europeos.

## La llegada de los europeos

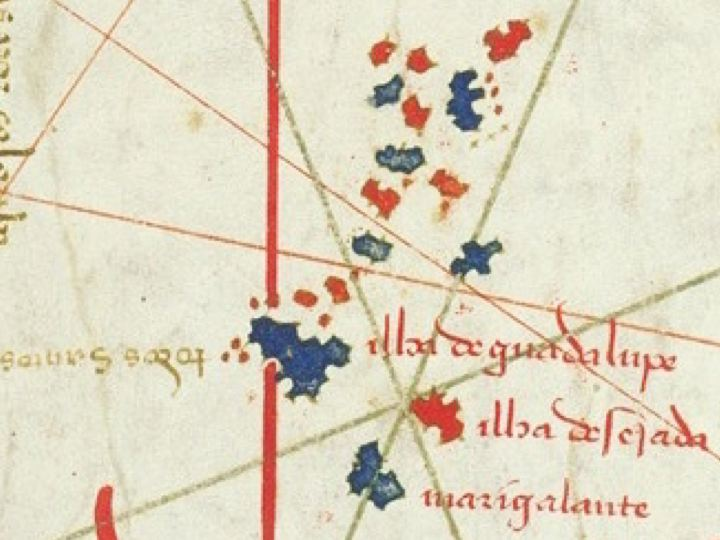
Las cinco islas de Guadalupe identificadas en el planisferio de Cantino (Isla de Guadalupe, Isla Deserada, Marígalante et Todos Santos) en 1502.

Los primeros europeos en llegar a la isla de Guadalupe fueron navegantes españoles. 21 días después de haber abandonado las Islas Canarias, en el transcurso de su segundo viaje en 1493, Cristóbal Colón descubrió una isla a la que bautizó como Deseada, debido al ansia que tenía la tripulación de llegar a tierra firme. Esta isla sería posteriormente bautizada durante el dominio francés como La Désirade.
El domingo 3 de noviembre de 1493, Cristóbal Colón descubrió otra isla, a la que bautizó como María Galanda (Marie-Galante), como su nave capitana. Tras pasar una noche los navegantes españoles se dirigieron hacia una isla más grande que habían percibido desde los montes de María Galanda. Al llegar allí Colón decidió echar el ancla y conceder algunos días de descanso a sus hombres.
El 4 de noviembre de 1493 los españoles desembarcaron en la isla Karukera, a la que Colón bautizó como isla de Guadalupe en referencia al monasterio real de Santa María de Guadalupe en España. Según varias fuentes, tras realizar una visita a este monasterio, Colón habría hecho a los monjes la promesa de dar el nombre de su patrona a alguna isla o lugar descubierto en el Nuevo Mundo o se habría hecho a sí mismo esta promesa si regresaba sano y salvo durante una tormenta a su regreso a Europa en 1492. Otros autores afirman que para bautizar la isla se habría inspirado al descubrir los saltos de Carbet, que le habrían recordado las cascadas extremeñas donde estaba situado el monasterio.
El 10 de abril de 1496, Colón regresó a Guadalupe con dos naves. Estaban de camino de vuelta a España pero el Almirante había marcado una ruta errónea y habían agotado casi las provisiones para el viaje. Los indios taínos que viajaban con los españoles pidieron alimentos a los habitantes de Guadalupe pero estos se negaron a darlos. El Almirante ordenó entonces un desembarco por la fuerza, que degeneró en una dura batalla tras la cual los defensores indígenas se retiraron al interior de la isla. Colón y sus hombres permanecieron en Guadalupe hasta el 20 de abril.

## Los comienzos de la colonización
A lo largo del siglo XVI los españoles se preocuparon poco de la isla de Guadalupe, que les resultó de escasa importancia al carecer de minas de oro o recursos naturales estratégicos. La utilizaron sobre todo como puerto de aguada para reabastecerse de agua dulce y madera durante sus viajes a través del Caribe.
Al principio los indígenas caribes toleraron a estos “marineros de paso” y en ocasiones incluso comerciaron y fraternizaron con ellos, pero poco a poco surgieron los primeros conflictos y los caribes se opusieron a la presencia cada vez más frecuente de los europeos, hasta que una cédula real de octubre de 1503 otorgó a los españoles derechos para capturar a los indígenas de las islas sin recursos de oro. Durante el siglo XVI se produjeron varias expediciones e incursión para capturar a los caribes y someterlos a trabajos forzados, así como para pacificar las islas caribeñas y colonizarlas.
En 1515, Juan Ponce de León, glorioso conquistador de Puerto Rico, y Antonio Serrano decidieron pacificar la isla de Guadalupe y crear un asentamiento permanente de colonos europeos, para lo cual prepararon una expedición con tres navíos y trescientos soldados. Sin embargo, los caribes los emboscaron y cayeron sobre ellos, causando bajas y capturando varios prisioneros, obligando a los invasores a retirarse.
Pese a realizar varios asentamientos temporales los españoles, que preferían emigrar a las prósperas colonias de América Central y del Sur, cerca de los grandes yacimientos de metales preciosos, abandonaron progresivamente las Pequeñas Antillas a su suerte, y de esta forma las islas se convirtieron en refugio para filibusteros ingleses, franceses y holandeses, que hicieron frecuentes escalas para reabastecerse y comerciar con los indígenas.

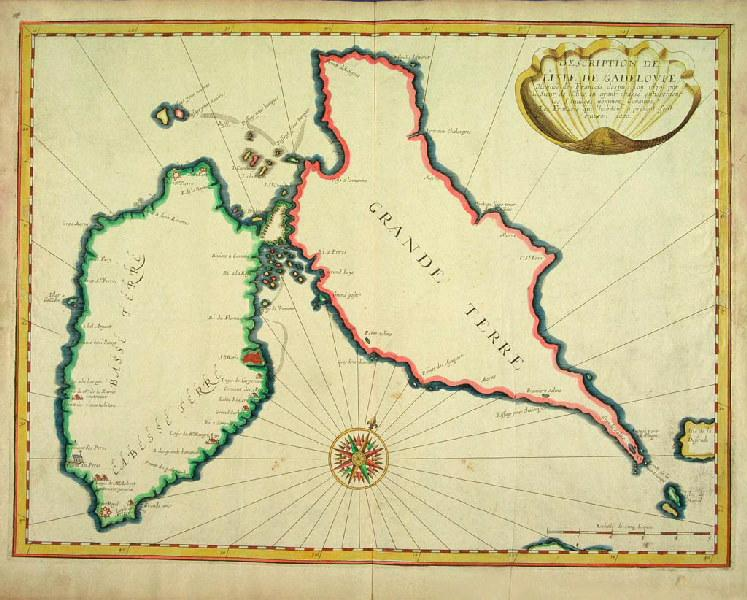
Mapa francés de Guadalupe contenido en un atlas de 1643, el cual afirma que los franceses han echado completamente a los caribes de la isla.

Los franceses, dirigidos por Jean du Plessis d'Ossonville y Charles Liènard de l'Olive desembarcaron en Guadalupe el 28 de junio de 1635 en la Pointe Allègre en Nogent, en la actual villa de Sainte-Rose, acompañados de cuatro misioneros dominicos y de 150 colonos en busca de fortuna (entre ellos numerosos bretones y normandos) que habían firmado un contrato de colonización por tres años. Du Plessis y De l´Olive fueron patronizados por la Compagnie des îles d´Amérique (Compañía de las islas de América), y en principio su principal objetivo era evangelizar a los pueblos indígenas. A cambio obtendrían el derecho de gobernar sobre las islas. Tras unos primeros meses muy difíciles (enfermedades, carencia de víveres, etc.) en los que se produjeron varias bajas, los supervivientes se instalaron en el sur de la isla en la costa del actual Vieux-Fort. Recurrieron a la ayuda de los caribes pero a pesar de todo De l´Olive contra el parecer de Du Plessis, decidió declarar la guerra a los indígenas para apoderarse de sus alimentos y mujeres. Cuando firmaron un tratado de paz con ellos en 1640 casi los habían exterminado.
1638: La administración de Guadalupe niega a un capitán de Martinica derecho a reaprovisionarse de esclavos.
1643: Se funda la villa de Basse-Terre en el sur de Guadalupe.
1649: La Compañía de las islas de América, propietaria de Guadalupe, sufre una bancarrota y se ve obligada a vender la isla y sus dependencias. Charles Houël, por entonces gobernador y primer oficial de justicia de Guadalupe, adquiere Guadalupe, la Désirade, Marie-Galante y les Sainters.
1654: Huyendo de la Inquisición portuguesa, 600 holandeses procedentes del nordeste de Brasil con 300 de sus esclavos llegan a Martinica, donde los jesuitas, que ya han instalado una colonia en la isla, rechazan su asentamiento. Charles Houël pone a su disposición 16 hectáreas de tierra en Sainte-Marie de Capesterre en Guadalupe.
1664 : La Compañía Francesa de las Indias Occidentales toma posesión de Guadalupe expropiándosela a Charles Houël y sus descendientes.
1664-1667: El ministro francés Colbert aumenta la tasa sobre el azúcar del extranjero, lo que provoca problemas económicos a los cultivadores. El sector azucarero entra en crisis.
1666: Los ingleses atacan les Saintes pero un ciclón tropical destruye la flota británica el 22 de agosto. Tras un nuevo intento de conquistar Guadalupe, el ciclón destruye completamente la flota.
1667: El Tratado de Breda entre Francia, Dinamarca y Holanda por una parte y Inglaterra de otro pone fin a la segunda guerra entre Inglaterra y Holanda.
1674: La Compañía de las Indias Occidentales pierde recursos y Guadalupe y sus dependencias son anexionadas por Luis XIV, que la convierte en una colonia francesa.
1690: El precio del azúcar desciende en un 65 % con respecto al precio de 1655 debido al exceso de oferta.

## La esclavitud en Guadalupe

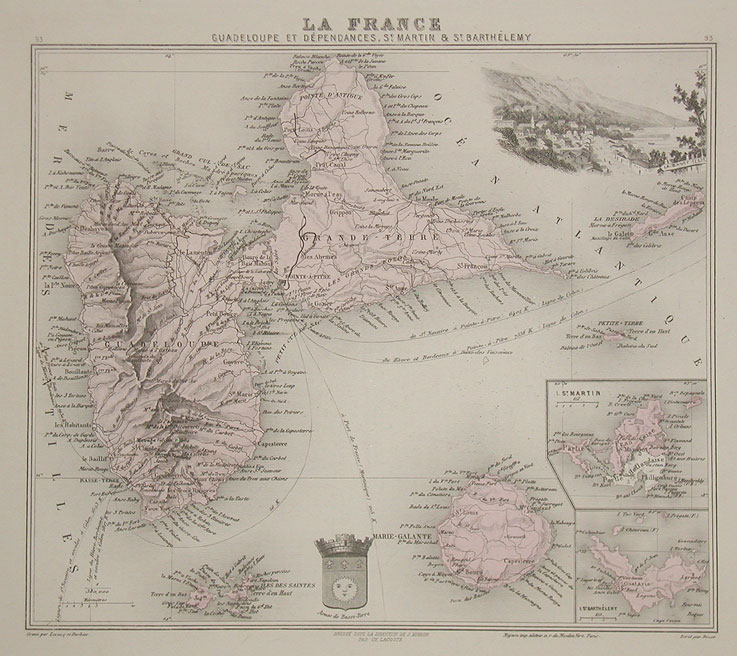
Guadalupe en 1865.

El padre Jean-Baptiste Labat ha descrito en sus obras la sociedad esclavista del Caribe. Las prácticas religiosas europeas, acompañadas de sus tácticas militares, eran consideras más ritualizadas y ordenadas que las de los indígenas. Los colonos contratados durante tres años fueron empleados para fortificar la isla, y una vez cumplido su contrato se les cedían extensiones de terreno. Estos colonos comenzaron a dedicarse al cultivo de café, azúcar y algodón y pronto buscaron mano de obra barata siguiendo el éxito de los plantadores de azúcar de Barbados.
Desde 1640 los colonos firmaron con los indios caribes un tratado para exiliarlos a la isla de Dominica, quedándose con todo el terreno. En 1656, tras la llegada de colonos holandeses procedentes de Brasil con sus esclavos, ya había unos 3.000 esclavos negros en Guadalupe entre una población de 12.000 europeos.
En 1671 se introdujo el cultivo del tabaco, pues gracias al apoyo financiero de las Compañía de las Indias Occidentales las plantaciones necesitaban poco capital. Sin embargo el monopolio de la trata de negros fue abolido en 1671: todos los puertos franceses quedaron abiertos al tráfico de esclavos, fomentando la competencia. Fue durante esta época cuando Luis XIV se reunió con la viuda Scaron, marquesa de Maintenon y terrateniente de Martinica y siguiendo el consejo del Ministro de Defensa, Louvois, declaró la guerra a los Países Bajos (1672-1678) que por aquella época disfrutaban de monopolio en la importación de esclavos al Nuevo Mundo, debido a los efectos del Tratado de Tordesillas que prohibía a los españoles aventurarse en África, zona reservada para el Papado y los portugueses.
El rápido incremento de la población de esclavos también se correspondió con la creación en 1673 por parte de Luis XIV de la Compañía de Senegal, antecesora de la Compañía de Guinea, dentro de la Compañía Real de África, fundada en 1672 por Jacobo, Duque de York, primo y aliado de Luis XIV, que se convirtió en rey de Inglaterra en 1685.
La inversión masiva de los franceses e ingleses en el comercio triangular entre Europa-África-América hizo descender el precio de los esclavos africanos, la creación de nuevas plantaciones y la construcción de multitud de fuertes, pero incrementó los costes de transporte, para beneficio de los plantadores de azúcar, especialmente poderosos en Guadalupe y Martinica. El número de pequeños plantadores blancos se redujo rápidamente tras la creación del monopolio del tabaco francés en 1674 por parte de Luis XIV, que provocó la ruina de las plantaciones tabaqueras. Con menos impuestos y más barato, el tabaco producido en la colonia de Virginia por los colonos ingleses instalados por Jacobo II produjo un auge en el contrabando.
Desde 1674 la Compañía de las Indias Occidentales se declaró en quiebra y se disolvió. Guadalupe y Martinica pasaron directamente a la autoridad del rey Luis XIV de Francia, que fomentó el cultivo de la caña de azúcar, más caro pero más rentable, y otorgó a tierras a varios oficiales franceses animándoles a importar más esclavos. El cultivo de la caña de azúcar requería grandes extensiones de terreno y se cobraba un violento precio en la salud de los esclavos, que rápidamente se consumían debido a la dureza de su trabajo y tenían que ser periódicamente reemplazados.
La población de esclavos se había reducido ligeramente en Guadalupe entre 1664 y 1671 (pasando de 6.323 a 4.627 personas), desde que la Compañía de las Indias Occidentales había decidido desviar fondos hacia las colonias francesas en Canadá. Pero tras la disolución de la Compañía en 1674, el número de esclavos volvió a incrementarse rápidamente hasta alcanzar 6.076 personas en 1700. El incremento de la población esclava fue superior al de la vecina Martinica, donde la población negra se había duplicado entre 1673 y 1680. El comercio de esclavos reservaba para Martinica los hombres más resistentes, porque Luis XIV había instalado en esa colonia a nobles de rango elevado y antiguos oficiales como el caballero Charles François d'Angennes
.
Esta diferencia entre ambas islas explica también que un siglo después, en 1794, Víctor Hugues pudiera hacerse dueño de Guadalupe durante la Revolución francesa mientras que Martinica quedó en manos de los grandes plantadores de azúcar aliado con los ingleses tras la firma del Tratado de Whitehall.
La elección de los negros como esclavos se produjo debido a criterios geográficos como el clima, pero sobre todo teológicos, con el acuerdo del Papado. Para mantenerse, la prosperidad de los colonos necesitaba la institucionalización de la esclavitud. La rentable cultura del azúcar, que se disputaron ingleses y franceses, proporcionó muchos beneficios a las metrópolis, generando una demanda de protección que Luis XVI encargó al arquitecto Vauban para proteger las colonias de los ataques de filibusteros ingleses, holandeses y españoles.
Una sociedad opulenta, muy jerarquizada según principios militares y religiosos
Los esclavos negros, de orígenes diversos, mezclaron diversas lenguas y costumbres ancestrales que provocaron la creación de la lengua criolla y de la cultura del mismo nombre.

## Cambios políticos en Europa
Desde 1759 a 1769, durante la Guerra de los siete años Guadalupe fue ocupada por los británicos y fue establecida la ciudad de Pointe-à-Pitre. Debido a su importancia estratégica durante el Tratado de París de 1763 entre Francia e Inglaterra, Francia cedió su control sobre los territorios canadienses a cambio del control sobre Guadalupe.
La Revolución francesa también provocó tumultos políticos y el control de Guadalupe cambió de manos en varias ocasiones entre 1789 y 1792, reflejando los disturbios en las colonias francesas en el Caribe. La esclavitud fue abolida durante este agitado período y los ingleses ocuparon nuevamente la isla. Guadalupe experimentó los efectos del Terror revolucionario entre 1794 y 1798.
En 1802 Louis Delgrès, un oficial mulato, dirigió un levantamiento contra el gobierno francés. Él y 300 rebeldes decidieron morir en lugar de rendirse al ejército francés. Napoléon restableció la esclavitud y los franceses recuperaron el control sobre la isla.
Los ingleses ocuparon nuevamente la isla entre 1810 y 1813. Temporalmente fue cedida a Suecia en 1813 tras las guerras napoleónicas. Sin embargo, el Tratado de París de 1814 devolvió nuevamente la isla a Francia, aunque ingleses y suecos no reconocieron esta parte del tratado. El control francés de la isla fue restablecido finalmente durante el Congreso de Viena en 1815.

## Fin de la esclavitud
Como en muchas islas caribeñas, en Guadalupe hubo movimientos internos y foráneos para terminar con la esclavitud. En 1848 la esclavitud en la isla fue abolida completamente. En lugar de los esclavos fueron traídos trabajadores indios. Los primeros llegaron en 1854.
En 1870 comenzó una crisis azucarera mundial que perjudicó la economía mundial. El precio del azúcar se hundió por completo durante la Primera Guerra Mundial, por lo que la economía de la isla comenzó a diversificarse y hacia 1923 comenzó a exportar plátanos. Durante gran parte del siglo XX las relaciones internacionales de Guadalupe fueron escasas.
Aunque la situación política ha sido relativamente pacífica durante el siglo XX, los cambios políticos no siempre han sido fáciles. Durante la Segunda Guerra Mundial el gobierno de Vichy, representado por el gobernador Sorin estableció un sistema de trabajo forzado entre 1940 y 1943.
En 1946, tras el cambio de gobierno en Francia, Guadalupe se convirtió en un Departamento de Ultramar. Las demás colonias caribeñas francesas fueron añadidas a este departamento y en 1995 Guadalupe se convirtió en observador de la Asociación de Estados del Caribe. Durante la década de 1960 y paralelamente a la formación del movimiento de descolonización, en Guadalupe comienzan a aparecer grupos nacionalistas que unido a unas condiciones económicas, generalmente difíciles, provocan actos violentos. Desde entonces se ha mantenido la polémica entre los partidarios de seguir perteneciendo a Francia como un departamento más, los partidarios de altas cotas de autonomía y los independentistas.
El 26 de mayo de 1967, una huelga de la construcción degeneró en graves disturbios, con el balance de 87 manifestantes muertos por la Policía y decenas de heridos.

## Historia contemporánea

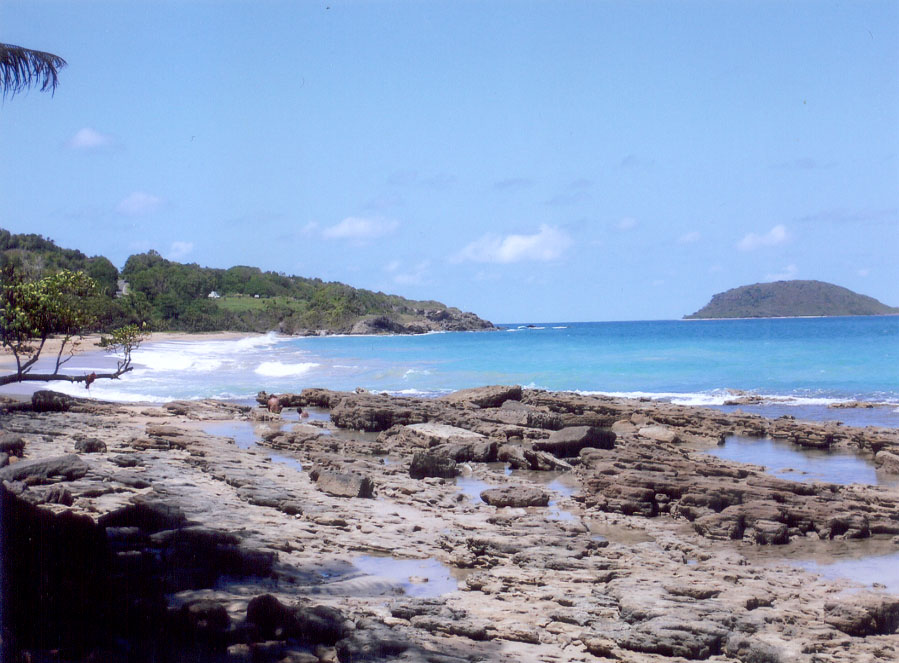
Playa de Guadalupe.

Con un 30 % de paro, si no más, Guadalupe ha sufrido numerosas tensiones en las últimas décadas:
- 1 de diciembre de 1999: Lucette Michaux-Chevry, presidente del consejo regional de Guadalupe, Alfred Marie-Jeanne, presidente del consejo regional de Martinica y Antoine Karma, presidente del consejo regional de la Guayana firmaron en Basse-Terre, capital del departamento de Guadalupe, la "declaración de Basse-Terre". Le propusieron al presidente de Francia y al gobierno francés una modificación legislativa por vía constitucional para crear un nuevo estatuto de autonomía para las regiones de ultramar dotado de un régimen fiscal y social especial para Guadalupe, Guayana y Martinica, dentro del marco de la República francesa y de la Unión Europea (artículo 299-2 del Tratado de Ámsterdam).
- 18 de enero del 2000: Los consejeros regionales de ultramar reunidos en sesión plenaria aprobaron la “declaración de Basse Terre” (por 27 votos a favor y 10 en contra) y decidieron unir sus esfuerzos para elaborar un proyecto de desarrollo económico, social y cultural que tuviera en cuenta la identidad de cada región y sobre la evidencia de que “la dignidad procede del trabajo y no de la ayuda”.
- 10 de mayo del 2001: El gobierno francés adoptó un texto reconociendo la trata de negros y la esclavitud como crimen contra la humanidad.
- 7 de diciembre de 2003: Un 72.98 % de los electores de Guadalupe dicen no a la reforma institucional sometida a referéndum.
- 23 de mayo del 2004: Victorin Lurel es elegido presidente de la región de Guadalupe.
- 2005 Referéndum sobre la constitución europea. Guadalupe vota “sí” con un 58.6 % (sobre una participación del 30 %).
- 20 de enero de 2009: Huelga general en las Antillas francesas.
- 24 de enero de 2010: a las 18.43, hora local, se produce un seísmo de escala 5'1 en la isla de Martinica. Su hipocentro se encuentra aproximadamente a 60 km de Marie-